# Pleurocera corpulenta
Pleurocera corpulenta, tên tiếng Anh corpulent hornsnail, là một loài ốc nước ngọt động vật thân mềm chân bụng trong họ Pleuroceridae. Đây là loài đặc hữu của Hoa Kỳ.